# فرانك جورمان
فرانك جورمان (بالإنجليزية: Frank Gorman)‏ هو سياسي أمريكي، ولد في 13 يونيو 1917، وتوفي في 11 سبتمبر 1997. حزبياً، نشط في الحزب الديمقراطي. وقد انتخب عضو مجلس نواب أوهايو.